# Tripura
Tripura (ত্রিপুরা) északkelet-indiai állam. Fővárosa Agartala, főbb nyelvei a bengáli és a kokborok.